# Sparta: War of Empires
Sparta: War of Empires est un jeu vidéo de stratégie en temps réel massivement multijoueur développé par Plarium et sorti en mars 2014.

## Système de jeu
Sparta: War of Empires est un jeu vidéo MMO stratégique dans lequel les joueurs doivent construire leur propre ville, former des troupes, combattre les autres joueurs lors de combats JcJ (joueur contre joueur) ou les armées menées par l’IA lors de batailles JcE (joueur contre l'environnement).
Le jeu prend place pendant la période des guerres médiques. Les joueurs ont pour tâche de construire leur propre cité-état sous l’égide de différents chefs spartiates. Leur travail, en plus de produire et de récolter des ressources permettant d’entretenir leurs armées, consiste à affronter les envahisseurs perses et les autres joueurs éparpillés d’un bout à l’autre du monde, lors de batailles JcE et JcJ.
Les joueurs débutent le jeu dans une cité qui vient d’être créée. La cité représente la base  d'opérations du joueur, depuis laquelle partent les troupes et les caravanes commerciales à destination des myriades de destinations proposées sur la carte.
Les batailles, dans Sparta: War of Empires, se déroulent en temps réel. Les batailles JcE sont présentées aux joueurs sous la forme de 24 missions secondaires totalement doublées, même si ces dernières restent disponibles après que les missions secondaires ont été réalisées.
Les joueurs peuvent faire des affaires et échanger des ressources après avoir construit un port leur permettant d’envoyer des galères chez les autres joueurs. Deux joueurs peuvent former une alliance alors qu’un groupe de joueurs alliés peut former une Ligue.

## Musique
Le jeu propose une bande-son et un son entièrement composés et produits par le compositeur Jesper Kyd. Le titre "Hellas" du jeu est inclus dans son album 2015, Five Worlds of Plarium.